# Gata
För andra betydelser, se Gata (olika betydelser).

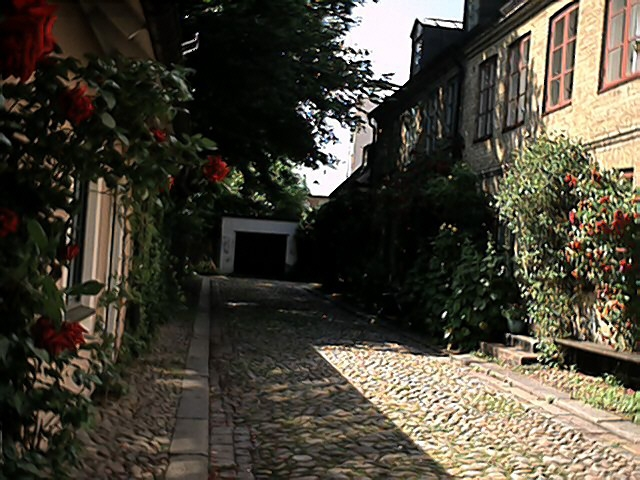
Stora Sigridsgatan i Lund

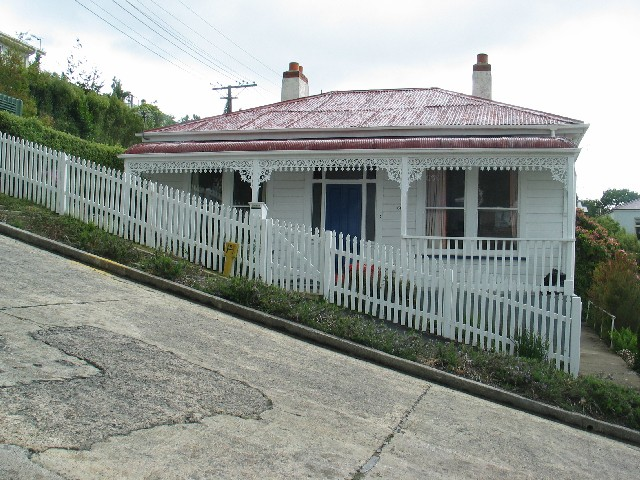
Baldwin Street i Dunedin, världens brantaste gata

En gata är en väg i stadsmiljö, ett långsträckt stycke av markytan i en stad, avsedd att främja trafik, av gående eller fordon, och därmed sammanlänka olika regioner och fastigheter i staden. Ordet gata syftade ursprungligen på en väg som gick mellan inhägnader, exempelvis hagar, tomter eller byggnader.  Ordet väg används idag framförallt om landsvägar. En smal gata avgränsad av höga murar eller hus kallas gränd. En gata som endast på ett ställe har kontakt med det övriga vägnätet kallas återvändsgata.
En gata är enligt Trafikverket och Sveriges Kommuner och Landsting som en väg som ligger inom ett detaljplanlagt område.
Detaljhandelns önskemål har lett till övertäckning av många affärsstråk som förvandlat den klassiska gatumiljön till gallerior.
Ordet gata (som är känt i svenska språket sedan 1200-talet) betyder öppning, precis som engelska gate som betyder grind eller gång. Ordet används som 'fägata' för boskap och 'brandgata' för att hindra spridning av skogsbrand. En 'kraftledningsgata' är en korridor av nedhuggen skog där en kraftledning dras fram. På motsvarande sätt skapas gator i skog eller städer genom att träd och hus får ge vika. 